# Japanese-Language Proficiency Test
Le Japanese-Language Proficiency Test (日本語能力試験, Nihongo nōryoku shiken, litt. test d’aptitude en japonais), abrégé JLPT, est un examen officiel organisé chaque année en juillet et en décembre, depuis 1984. Il vise à certifier le niveau en langue japonaise de locuteurs non-natifs,,. Il est organisé par la fondation du Japon ainsi que par l'association Japan Educational Exchanges and Services (日本国際教育支援協会, Nihon kokusai kyōiku shien kyōkai).

## Historique
Le premier examen a lieu en 1984 dans quinze pays différents, pour un nombre total de sept mille candidats environ. Premier examen de langue japonaise organisé à cette échelle, son attractivité se développe pour atteindre le nombre d'environ 610 000 candidats répartis entre soixante-deux pays en 2011. Le test connaît deux évolutions importantes :
- tenue d'une deuxième session en juillet à partir de 2009 (contre seulement décembre jusqu'alors)[5] ;
- révision du contenu du programme en insistant sur les compétences communicationnelles en conséquence de la diversification du profil des apprenants[4] et ajout d'un niveau supplémentaire, le niveau N3.

En France, jusqu'en 2005, le test a lieu au centre culturel public japonais (Maison de la culture du Japon à Paris). Depuis, son organisation revient à l'INALCO pour les deux centres d'examen (un au sud de Paris, l'autre à l'INSA de Lyon). Depuis décembre 2014, l'examen peut être également passé à Strasbourg, où il est organisé par le centre européen d’études japonaises (CEEJA),. L'université Bordeaux-Montaigne devient le quatrième lieu de passation français du JLPT à partir de la session de décembre 2016. En 2024, Nantes Université obtient à son tour l'habilitation JLPT et accueille sa première session en juillet 2024 au sein de son établissement.

## Contenu

### Présentation générale
L'examen se présente sous forme de QCM et comprend cinq niveaux de difficultés (N5 pour le plus facile à N1 pour le plus complexe). La fondation du Japon considère que le niveau N5 correspond à un apprentissage de 200 à 400 heures, et le niveau N1 à un apprentissage de 1 800 à 4 500 heures, mais il peut y avoir des variations importantes suivant l'environnement (présence ou non au Japon) et la langue maternelle. Un niveau N3 a été intégré aux anciens niveaux en 2010.
Pour offrir un bref aperçu de sa reconnaissance, les universités et entreprises japonaises requièrent généralement le niveau N2 de ce test aux candidats étrangers, et fréquemment le niveau N1, en particulier aux personnes d'origine chinoise ou coréenne. Enfin, bien qu'il se retrouve en concurrence avec le Nihon ryūgaku shiken (ja) (日本留学試験, litt. « examen pour étudier au Japon », aussi connu sous l’acronyme EJU), les universités japonaises exigent régulièrement le niveau N1 pour intégrer un programme de Master.

### Forme
Le test se décompose en trois épreuves valant chacune soixante points, entrecoupées d'une pause ou non selon les niveaux :
- connaissances linguistiques ;
- compréhension écrite (fusionnée avec l'épreuve de connaissances linguistiques pour les niveaux N5 et N4) ;
- compréhension orale.

Il est noté sur 180 points. Le seuil de réussite variant selon les niveaux :
- N1 : 100/180 ;
- N2 : 90/180 ;
- N3 : 95/180 ;
- N4 : 90/180 ;
- N5 : 80/180.

Un score inférieur à 19/60 (ou 38/120 pour les épreuves fusionnées des niveaux N5 et N4) est éliminatoire.
| Niveau | Épreuves (durée)                                                                     | Épreuves (durée)                                                                     | Épreuves (durée)             | Durée totale |
| ------ | ------------------------------------------------------------------------------------ | ------------------------------------------------------------------------------------ | ---------------------------- | ------------ |
| N1     | Connaissances linguistiques (vocabulaire/grammaire) – Compréhension écrite (110 min) | Connaissances linguistiques (vocabulaire/grammaire) – Compréhension écrite (110 min) | Compréhension orale (60 min) | 170 min      |
| N2     | Connaissances linguistiques (vocabulaire/grammaire) – Compréhension écrite (105 min) | Connaissances linguistiques (vocabulaire/grammaire) – Compréhension écrite (105 min) | Compréhension orale (50 min) | 155 min      |
| N3     | Connaissances linguistiques (vocabulaire) (30 min)                                   | Connaissances linguistiques (grammaire) – Compréhension écrite (70 min)              | Compréhension orale (40 min) | 140 min      |
| N4     | Connaissances linguistiques (vocabulaire) (30 min)                                   | Connaissances linguistiques (grammaire) – Compréhension écrite (60 min)              | Compréhension orale (35 min) | 125 min      |
| N5     | Connaissances linguistiques (vocabulaire) (25 min)                                   | Connaissances linguistiques (grammaire) – Compréhension écrite (50 min)              | Compréhension orale (30 min) | 105 min      |

### Compétences linguistiques par niveau
| Niveau | Résumé synthétique des compétences |
| ------ | --- |
| N1     | Capacité à lire des écrits d'une logique complexe et des écrits faisant preuve d'abstraction sur un niveau étendu de sujets, et à saisir à la fois leur structure et leur contenu. Capacité également à saisir pleinement les intentions d'un auteur sur un nombre étendu de sujets. Enfin, capacité à comprendre des conversations cohérentes, des actualités, des séminaires et des conférences.                                                                  |
| N2     | Capacité à lire des supports écrits clairement sur un nombre étendu de sujets, tels que des articles ou des commentaires dans des journaux et magazines. Capacité également à comprendre des supports écrits sur des sujets généraux, de suivre leur trame et de comprendre l'intention de l'auteur. Enfin, capacité à comprendre des supports oraux, tels que des actualités, énoncés à une fluidité presque naturelle ainsi que dans des situations quotidiennes. |
| N3     | Capacité à comprendre des supports écrits avec des contenus spécifiques liés à la vie quotidienne, des titres de journaux, ainsi que des écrits relativement difficiles rencontrés dans une situation quotidienne. Enfin, capacité à comprendre des conversations cohérentes dans des situations quotidiennes, énoncées à un débit proche de la réalité des natifs, et à saisir en général la relation entre les personnes impliquées.                              |
| N4     | Capacité à lire et à comprendre des passages écrits sur des sujets familiers et quotidiens, écrits avec un vocabulaire et des kanjis de base. Enfin, capacité à comprendre des conversations rencontrées dans une situation quotidienne et d'en suivre de manière générale leur contenu tant qu'énoncées à une vitesse lente. |
| N5     | Capacité à comprendre des expressions et des phrases courantes écrites en alphabets phonétiques hiragana et katakana ainsi qu'en kanjis basiques. Enfin, capacité à comprendre des conversations sur des sujets rencontrés dans la vie quotidienne, en classe, et de saisir les informations nécessaires de conversations courtes énoncées lentement. |

### Heures d’études nécessaires pour réussir l’examen
| Niveau | Étudiants ayant des connaissances en kanji (par exemple locuteurs du chinois ou du coréen) | Autres étudiants (sans connaissances préalables sur les kanjis) |
| ------ | ------------------------------------------------------------------------------------------ | --------------------------------------------------------------- |
| N1     | 1 700~2 600                                                                                | 3 000~4 800                                                     |
| N2     | 1 150~1 800                                                                                | 1 600~2 800                                                     |
| N3     | 700~1 100                                                                                  | 950~1 700                                                       |
| N4     | 400~700                                                                                    | 575~1 000                                                       |
| N5     | 250~450                                                                                    | 325~600                                                         |

### Taux de réussite
Le tableau suivant indique le pourcentage de réussite de 2007 à 2019
| Année  | Niveau | JLPT au Japon      | JLPT au Japon      | JLPT au Japon  | JLPT à l'étranger  | JLPT à l'étranger  | JLPT à l'étranger |
| Année  | Niveau | Candidats inscrits | Candidats examinés | Reçus (%)      | Candidats inscrits | Candidats examinés | Reçus (%)         |
| ------ | ------ | ------------------ | ------------------ | -------------- | ------------------ | ------------------ | ----------------- |
| 2007   | N1     | 47 761             | 42 923             | 14 338 (33,4%) | 135 616            | 110 937            | 28 550 (25,7%)    |
| 2007   | N2     | 34 782             | 31 805             | 11 884 (37,4%) | 186 226            | 152 198            | 40 975 (26,9%)    |
| 2007   | N3     | 16 808             | 15 710             | 8 664 (55,1%)  | 143 252            | 113 526            | 53 806 (47,4%)    |
| 2007   | N4     | 3 908              | 3 383              | 2 332 (68,9%)  | 64 127             | 53 476             | 27 767 (51,9%)    |
| 2008   | N1     | 52 992             | 46 953             | 18 454 (39,3%) | 138 131            | 116 271            | 38 988 (33,5%)    |
| 2008   | N2     | 41 924             | 38 040             | 16 289 (42,8%) | 187 482            | 157 142            | 58 124 (37,0%)    |
| 2008   | N3     | 22 016             | 20 351             | 13 304 (65,4%) | 147 435            | 120 569            | 69 605 (57,7%)    |
| 2008   | N4     | 4 524              | 3 903              | 2 765 (70,8%)  | 65 877             | 55 828             | 31 227 (55,9%)    |
| 2009-1 | N1     | 29 274             | 26 578             | 11 738 (44,2%) | 103 349            | 87 104             | 28 230 (32,4%)    |
| 2009-1 | N2     | 26 437             | 24 793             | 9 279 (37,4%)  | 130 753            | 110 266            | 27 543 (25,0%)    |
| 2009-2 | N1     | 46 648             | 41 998             | 12 293 (29,3%) | 137 708            | 114 725            | 26 427 (23,0%)    |
| 2009-2 | N2     | 36 528             | 33 807             | 12 462 (36,9%) | 176 628            | 147 328            | 41 488 (28,2%)    |
| 2009-2 | N3     | 17 703             | 16 675             | 9 360 (56,1%)  | 131 733            | 108 867            | 51 903 (47,7%)    |
| 2009-2 | N4     | 3 212              | 2 932              | 2 155 (73,5%)  | 61 995             | 53 041             | 29 529 (55,7%)    |
| 2010-1 | N1     | 26 225             | 23 694             | 9 651 (40,7%)  | 73 863             | 62 938             | 19 402 (30,8%)    |
| 2010-1 | N2     | 24 738             | 23 126             | 13 768 (59,5%) | 87 889             | 74 874             | 32 530 (43,4%)    |
| 2010-1 | N3     | 6 947              | 6 280              | 3 051 (48,6%)  | 42 227             | 32 100             | 12 574 (39,2%)    |
| 2010-2 | N1     | 40 041             | 36 810             | 12 774 (34,7%) | 100 689            | 87 763             | 25 781 (29,4%)    |
| 2010-2 | N2     | 27 947             | 26 020             | 11 679 (44,9%) | 106 402            | 91 996             | 30 460 (33,1%)    |
| 2010-2 | N3     | 8 363              | 7 665              | 3 501 (44,9%)  | 56 236             | 45 906             | 18 883 (41,1%)    |
| 2010-2 | N4     | 7 764              | 7 317              | 3 716 (50,8%)  | 48 613             | 41 484             | 19 235 (46,4%)    |
| 2010-2 | N5     | 2 065              | 1 870              | 1 458 (78,0%)  | 43 676             | 38 128             | 22 846 (59,9%)    |
| 2011-1 | N1     | 24 716             | 22 782             | 6 546 (28,7%)  | 89 744             | 76 991             | 20 519 (26,7%)    |
| 2011-1 | N2     | 19 203             | 17 957             | 9 057 (50,4%)  | 92 015             | 79 716             | 30 216 (37,9%)    |
| 2011-1 | N3     | 5 642              | 5 211              | 2 511 (48,2%)  | 36 841             | 29 507             | 13 230 (44,8%)    |
| 2011-1 | N4     | 3 643              | 3 358              | 1 431 (42,6%)  | 19 010             | 15 453             | 5 802 (37,5%)     |
| 2011-1 | N5     | 716                | 649                | 464 (71,5%)    | 12 346             | 10 510             | 6 108 (58,1%)     |
| 2011-2 | N1     | 36 426             | 33 460             | 11 849 (35,4%) | 100 873            | 88 450             | 26 715 (30,2%)    |
| 2011-2 | N2     | 22 875             | 21 296             | 8 695 (40,8%)  | 94 538             | 82 944             | 28 679 (34,6%)    |
| 2011-2 | N3     | 8 149              | 7 580              | 3 073 (40,5%)  | 49 917             | 41 655             | 16 576 (39,8%)    |
| 2011-2 | N4     | 7 008              | 6 596              | 3 083 (46,7%)  | 38 888             | 33 402             | 14 722 (44,1%)    |
| 2011-2 | N5     | 1 603              | 1 481              | 1 045 (70,6%)  | 33 245             | 29 159             | 16 986 (58,3%)    |
| 2012-1 | N1     | 26 051             | 24 142             | 11 074 (45,9%) | 78 904             | 69 082             | 23 789 (34,4%)    |
| 2012-1 | N2     | 20 041             | 18 843             | 9 683 (51,4%)  | 78 553             | 69 418             | 29 191 (42,1%)    |
| 2012-1 | N3     | 7 317              | 6 878              | 3 232 (47,0%)  | 38 650             | 31 942             | 14 391 (45,1%)    |
| 2012-1 | N4     | 5 437              | 5 116              | 2 388 (46,7%)  | 22 431             | 18 590             | 8 489 (45,7%)     |
| 2012-1 | N5     | 1 004              | 925                | 679 (73,4%)    | 16 361             | 13 911             | 8 129 (58,4%)     |
| 2012-2 | N1     | 32 917             | 30 296             | 7 998 (26,4%)  | 86 004             | 75 250             | 17 411 (23,1%)    |
| 2012-2 | N2     | 21 139             | 19 612             | 7 919 (40,4%)  | 79 513             | 69 790             | 25 617 (36,7%)    |
| 2012-2 | N3     | 10 085             | 9 422              | 2 668 (28,3%)  | 47 301             | 39 763             | 12 722 (32,0%)    |
| 2012-2 | N4     | 6 961              | 6 562              | 2 371 (36,1%)  | 36 799             | 31 620             | 11 783 (37,3%)    |
| 2012-2 | N5     | 1 416              | 1 307              | 945 (72,3%)    | 34 178             | 29 700             | 16 225 (54,6%)    |
| 2013-1 | N1     | 27 099             | 25 117             | 8 503 (33,9%)  | 74 674             | 65 225             | 20 139 (30,9%)    |
| 2013-1 | N2     | 20 956             | 19 712             | 9 117 (46,3%)  | 73 729             | 64 885             | 29 725 (45,8%)    |
| 2013-1 | N3     | 9 988              | 9 337              | 3 623 (38,8%)  | 39 870             | 32 895             | 13 063 (39,7%)    |
| 2013-1 | N4     | 5 637              | 5 297              | 2 485 (46,9%)  | 23 746             | 19 941             | 9 823 (49,3%)     |
| 2013-1 | N5     | 1 000              | 905                | 696 (76,9%)    | 18 720             | 16 016             | 9 957 (62,2%)     |
| 2013-2 | N1     | 31 691             | 28 929             | 10 031 (34,7%) | 81 794             | 71 490             | 25 524 (35,7%)    |
| 2013-2 | N2     | 22 859             | 21 211             | 8 410 (39,6%)  | 73 935             | 64 989             | 28 148 (43,3%)    |
| 2013-2 | N3     | 12 436             | 11 501             | 3 911 (34,0%)  | 48 875             | 41 129             | 17 901 (43,5%)    |
| 2013-2 | N4     | 6 963              | 6 430              | 2 871 (44,7%)  | 38 078             | 32 752             | 14 290 (43,6%)    |
| 2013-2 | N5     | 1 519              | 1 392              | 983 (70,6%)    | 37 313             | 31 922             | 18 248 (57,2%)    |
| 2014-1 | N1     | 26 277             | 24 395             | 9 513 (39,0%)  | 73 782             | 64 409             | 21 108 (32,8%)    |
| 2014-1 | N2     | 22 226             | 20 855             | 9 359 (44,9%)  | 73 829             | 64 699             | 29 313 (45,3%)    |
| 2014-1 | N3     | 14 842             | 13 749             | 4 362 (31,7%)  | 42 746             | 35 251             | 15 535 (44,1%)    |
| 2014-1 | N4     | 6 643              | 6 208              | 3 028 (48,8%)  | 27 271             | 22 944             | 10 657 (46,4%)    |
| 2014-1 | N5     | 1 318              | 1 175              | 885 (75,3%)    | 23 154             | 19 658             | 10 726 (54,6%)    |
| 2014-2 | N1     | 30 061             | 27 309             | 8 663 (31,7%)  | 76 516             | 66 610             | 20 260 (30,4%)    |
| 2014-2 | N2     | 27 725             | 25 548             | 8 785 (34,4%)  | 73 274             | 63 494             | 25 361 (39,9%)    |
| 2014-2 | N3     | 18 415             | 16 767             | 4 796 (28,6%)  | 51 365             | 42 642             | 17 189 (40,3%)    |
| 2014-2 | N4     | 8 123              | 7 516              | 2 482 (33,0%)  | 40 292             | 34 265             | 13 142 (38,4%)    |
| 2014-2 | N5     | 1 862              | 1 696              | 1 119 (66,0%)  | 42 172             | 35 492             | 17 002 (47,9%)    |
| 2015-1 | N1     | 27 218             | 24 971             | 8 958 (35,9%)  | 70 453             | 60 642             | 20 625 (34,0%)    |
| 2015-1 | N2     | 28 788             | 26 788             | 10 819 (40,4%) | 74 931             | 64 764             | 28 538 (44,1%)    |
| 2015-1 | N3     | 22 389             | 20 867             | 6 398 (30,7%)  | 46 799             | 38 489             | 16 081 (41,8%)    |
| 2015-1 | N4     | 9 874              | 9 332              | 3 556 (38,1%)  | 32 597             | 27 241             | 9 383 (34,4%)     |
| 2015-1 | N5     | 1 796              | 1 634              | 1 190 (72,8%)  | 29 201             | 24 569             | 12 940 (52,7%)    |
| 2015-2 | N1     | 32 200             | 29 305             | 8 911 (30,4%)  | 74 059             | 64 355             | 17 768 (27,6%)    |
| 2015-2 | N2     | 36 147             | 33 374             | 10 922 (32,7%) | 76 202             | 65 804             | 26 408 (40,1%)    |
| 2015-2 | N3     | 27 047             | 24 683             | 6 839 (27,7%)  | 55 103             | 45 589             | 19 739 (43,3%)    |
| 2015-2 | N4     | 11 874             | 10 969             | 3 325 (30,3%)  | 45 623             | 38 566             | 14 794 (38,4%)    |
| 2015-2 | N5     | 2 408              | 2 146              | 1 398 (65,1%)  | 45 543             | 38 431             | 19 203 (50,0%)    |
| 2016-1 | N1     | 30 218             | 27 810             | 10 340 (37,2%) | 69 147             | 59 790             | 19 396 (32,4%)    |
| 2016-1 | N2     | 39 136             | 36 525             | 14 037 (38,4%) | 79 208             | 68 642             | 32 324 (47,1%)    |
| 2016-1 | N3     | 36 559             | 34 368             | 11 447 (33,3%) | 50 857             | 41 816             | 19 531 (46,7%)    |
| 2016-1 | N4     | 13 435             | 12 547             | 4 272 (34,0%)  | 36 637             | 30 498             | 11 960 (39,2%)    |
| 2016-1 | N5     | 2 191              | 1 977              | 1 282 (64,8%)  | 32 286             | 27 106             | 13 671 (50,4%)    |
| 2016-2 | N1     | 37 492             | 34 065             | 10 152 (29,8%) | 74 584             | 64 866             | 20 041 (30,9%)    |
| 2016-2 | N2     | 49 620             | 45 687             | 12 962 (28,4%) | 86 649             | 74 949             | 29 862 (39,8%)    |
| 2016-2 | N3     | 39 881             | 36 536             | 11 966 (32,8%) | 63 187             | 52 404             | 23 389 (44,6%)    |
| 2016-2 | N4     | 15 219             | 13 937             | 4 076 (29,2%)  | 52 626             | 44 393             | 15 444 (34,8%)    |
| 2016-2 | N5     | 2 989              | 2 686              | 1 577 (58,7%)  | 54 373             | 45 200             | 21 515 (47,6%)    |
| 2017-1 | N1     | 34 982             | 31 677             | 11 100 (35,0%) | 74 034             | 63 021             | 20 861 (33,1%)    |
| 2017-1 | N2     | 50 787             | 47 316             | 18 145 (38,3%) | 94 523             | 80 933             | 38 216 (47,2%)    |
| 2017-1 | N3     | 47 820             | 44 847             | 13 296 (29,6%) | 62 494             | 50 635             | 22 560 (44,6%)    |
| 2017-1 | N4     | 15 887             | 14 809             | 5 084 (34,3%)  | 43 995             | 36 193             | 14 135 (39,1%)    |
| 2017-1 | N5     | 2 791              | 2 527              | 1 629 (64,5%)  | 39 094             | 32 148             | 17 180 (53,4%)    |
| 2017-2 | N1     | 44 029             | 39 616             | 12 278 (31,0%) | 80 973             | 69 322             | 22 010 (31,8%)    |
| 2017-2 | N2     | 62 404             | 57 374             | 16 425 (28,6%) | 101 151            | 86 145             | 34 593 (40,2%)    |
| 2017-2 | N3     | 52 901             | 48 471             | 14 907 (30,8%) | 74 761             | 60 855             | 26 432 (43,4%)    |
| 2017-2 | N4     | 18 190             | 16 759             | 4 680 (27,9%)  | 61 986             | 51 643             | 18 504 (35,8%)    |
| 2017-2 | N5     | 3 679              | 3 280              | 2 033 (62,0%)  | 60 630             | 49 809             | 23 972 (48,1%)    |
| 2018-1 | N1     | 40 718             | 36 791             | 12 488 (33,9%) | 80 896             | 68 235             | 22 494 (33,0%)    |
| 2018-1 | N2     | 58 763             | 54 619             | 17 994 (32,9%) | 105 171            | 89 320             | 37 326 (41,8%)    |
| 2018-1 | N3     | 61 878             | 58 126             | 17 547 (30,2%) | 71 951             | 58 417             | 26 691 (45,7%)    |
| 2018-1 | N4     | 18 218             | 16 737             | 5 126 (30,6%)  | 51 353             | 42 468             | 14 412 (33,9%)    |
| 2018-1 | N5     | 3 251              | 2 903              | 1 836 (63,2%)  | 51 990             | 42 463             | 20 768 (48,9%)    |
| 2018-2 | N1     | 48 422             | 43 589             | 12 015 (27,6%) | 83 808             | 71 416             | 21 509 (30,1%)    |
| 2018-2 | N2     | 71 816             | 66 200             | 19 661 (29,7%) | 110 457            | 94 099             | 37 523 (39,9%)    |
| 2018-2 | N3     | 67 610             | 62 627             | 16 690 (26,6%) | 79 761             | 64 907             | 28 027 (43,2%)    |
| 2018-2 | N4     | 21 114             | 19 481             | 6 418 (32,9%)  | 68 296             | 57 009             | 20 345 (35,7%)    |
| 2018-2 | N5     | 4 290              | 3 857              | 2 254 (58,4%)  | 68 237             | 55 810             | 24 913 (44,6%)    |
| 2019-1 | N1     | 48 079             | 42 997             | 12 660 (29,4%) | 87 919             | 73 863             | 21 575 (29,2%)    |
| 2019-1 | N2     | 69 844             | 64 503             | 21 885 (33,9%) | 118 683            | 99 931             | 37 275 (37,3%)    |
| 2019-1 | N3     | 72 951             | 68 231             | 24 513 (35,9%) | 84 794             | 68 019             | 29 153 (42,9%)    |
| 2019-1 | N4     | 25 060             | 23 115             | 7 452 (32,2%)  | 69 925             | 56 616             | 18 613 (32,9%)    |
| 2019-1 | N5     | 4 566              | 4 085              | 2 520 (61,7%)  | 62 283             | 49 088             | 22 797 (46,4%)    |
| 2019-1 | Total  | 220 500            | 202 931            | 69 030 (34,0%) | 423 604            | 347 517            | 129 413 (37,2%)   |
| 2019-2 | N1     | 58 799             | 52 147             | 14 359 (27,5%) | 89 689             | 75 681             | 24 953 (33,0%)    |
| 2019-2 | N2     | 84 278             | 77 410             | 21 852 (28,2%) | 118 327            | 100 630            | 41 958 (41,7%)    |
| 2019-2 | N3     | 79 876             | 73 354             | 20 322 (27,7%) | 86 307             | 70 540             | 28 033 (39,7%)    |
| 2019-2 | N4     | 31 452             | 28 826             | 8 262 (28,7%)  | 89 443             | 74 677             | 23 055 (30,9%)    |
| 2019-2 | N5     | 4 974              | 4 417              | 2 379 (53,9%)  | 74 918             | 60 405             | 24 784 (41,0%)    |
| 2019-2 | Total  | 259 379            | 236 154            | 67 174 (28,4%) | 458 684            | 381 933            | 142 783 (37,4%)   |

### Évolution du nombre de passage du JLPT
Le graphique suivant indique l’évolution du nombre de passages de l'examen de JLPT au fil des années.
Pour des raisons techniques, il est temporairement impossible d'afficher le graphique qui aurait dû être présenté ici.